# 陳列

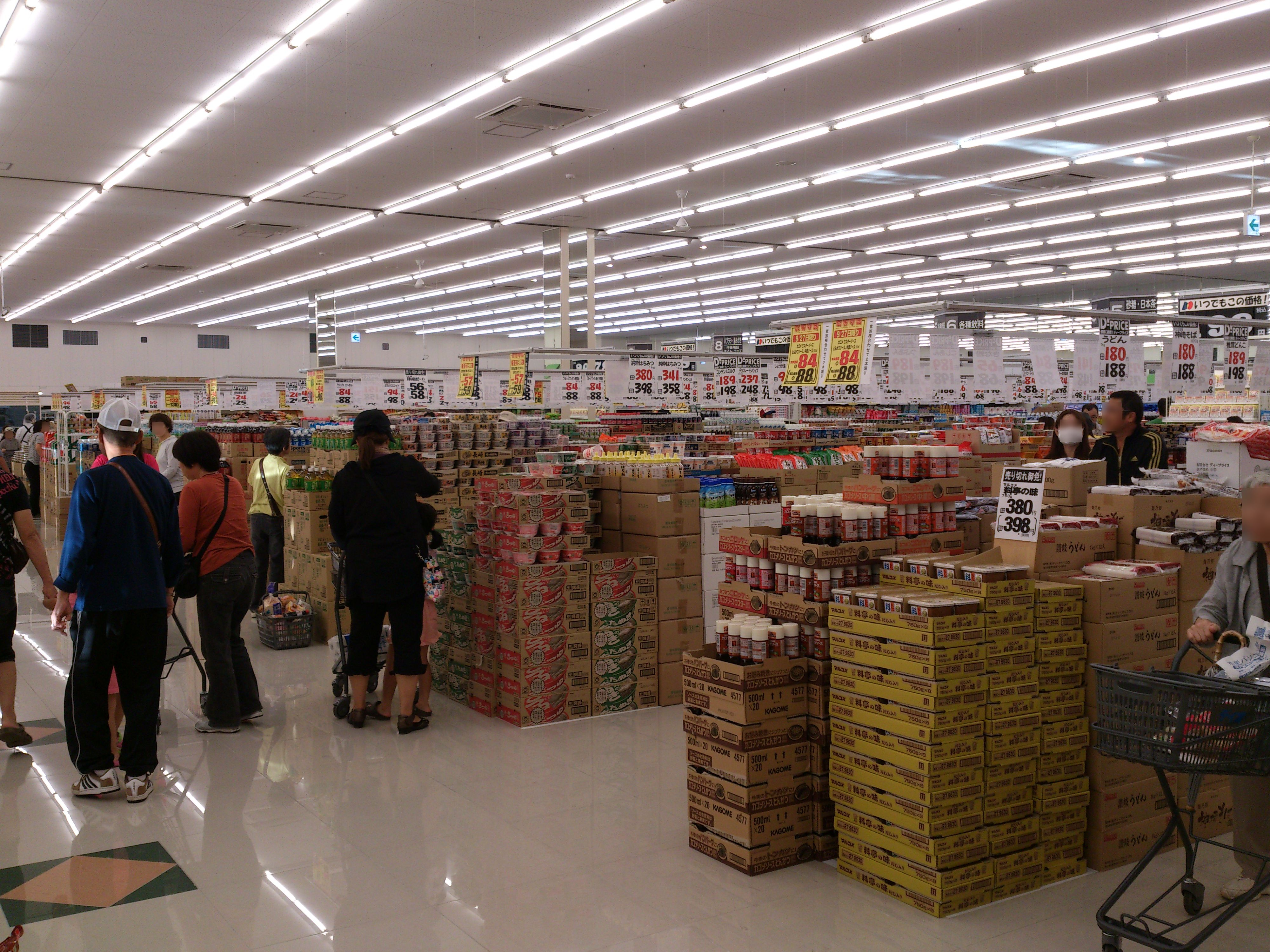
カットケース陳列

陳列（ちんれつ）とは、店舗の売場・博物館等において、顧客・来館者に見せるために商品や展示品を並べること。計画性・戦略性を持たせ、装飾を施した陳列方法をディスプレイと呼ぶこともある。

## 補充型陳列
スーパーマーケットなどセルフサービス販売を行う小売店を中心に実施されている。ゴンドラと呼ばれる陳列棚を用いる「前進立体陳列」、フック付き包材の商品を吊す「フック陳列」、ばら売りの商品をかごなどに入れた「投げ込み陳列」（ジャンブル陳列）、ディスカウントストアなどにおいて、店舗までの輸送に用いた段ボール箱を什器として用いる「カットケース陳列」などの手法がある。

### ゴンドラを用いた陳列の手法
目に付きやすく手に取りやすい、ゴンドラの床上85~125cmのスペースを「ゴールデンライン」（ゴールデンゾーン）と呼ぶ。粗利益率の高い商品など店側が重点的に販売したい商品がここに配置される。原則として、同種の商品は上下方向に並べる「縦割り陳列」の方法が採られ、左右方向には陳列棚までの距離70cm、顧客が商品を見渡せる視野60°と見積もって、概ね90cmの幅に同一グループの商品を納めると、顧客にとって選びやすい配置となる。陳列棚に左右方向に並べられた同一商品の数を「フェイス数」と言い、例えば同一商品を3列並べた場合は「3フェイス」という数え方をする。この棚割の配分技術を「フェイシング」と言い、フェイシングの決定には、該当商品のCMの延べ視聴率（GRP）も参考指標としてしばしば用いられる。ゴンドラ什器の端部は「ゴンドラエンド」と呼び、POP広告などの装飾を施した季節商品などの重点販売品目が配置される。

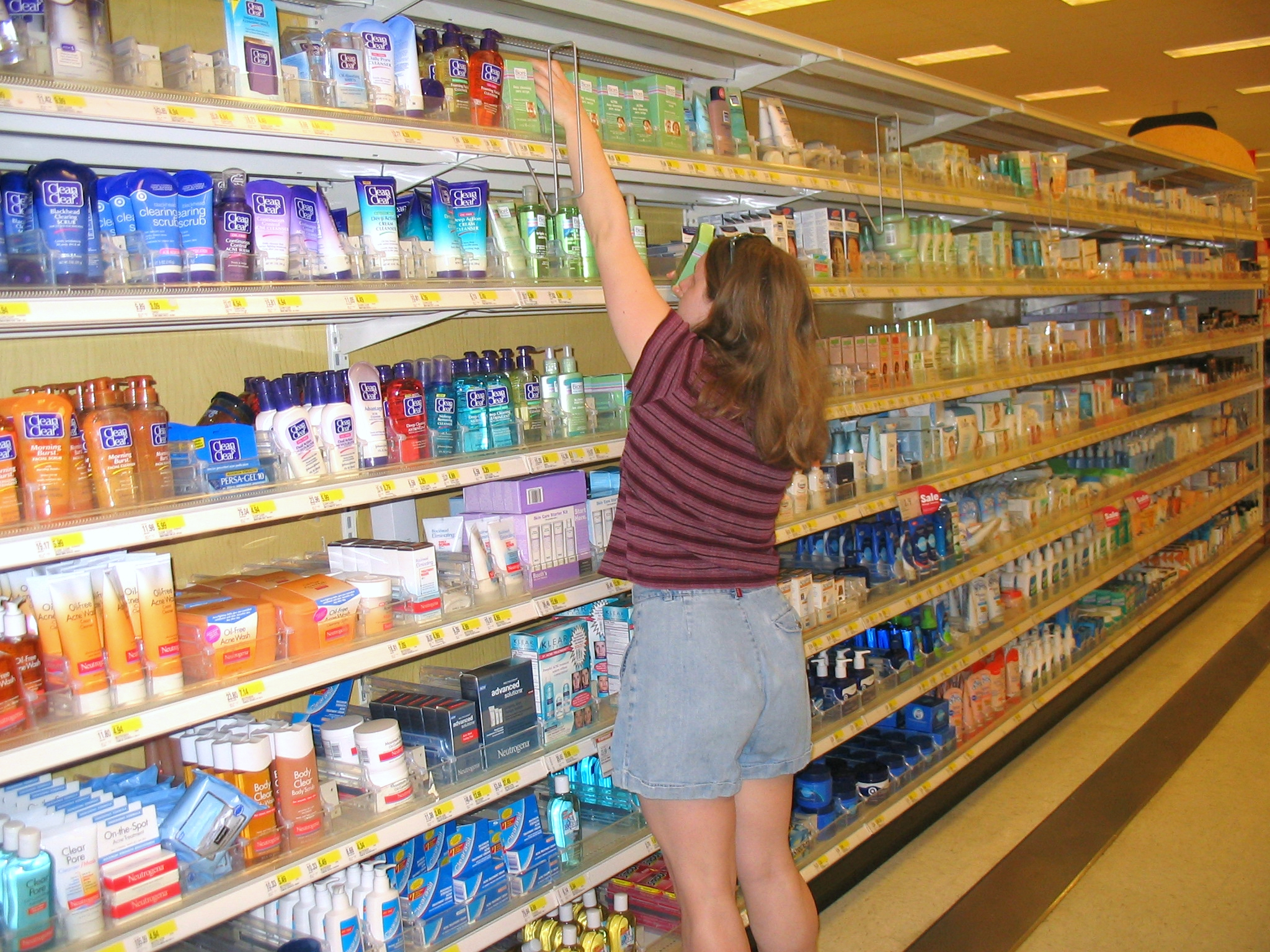
ドラッグストアにおける前進立体陳列
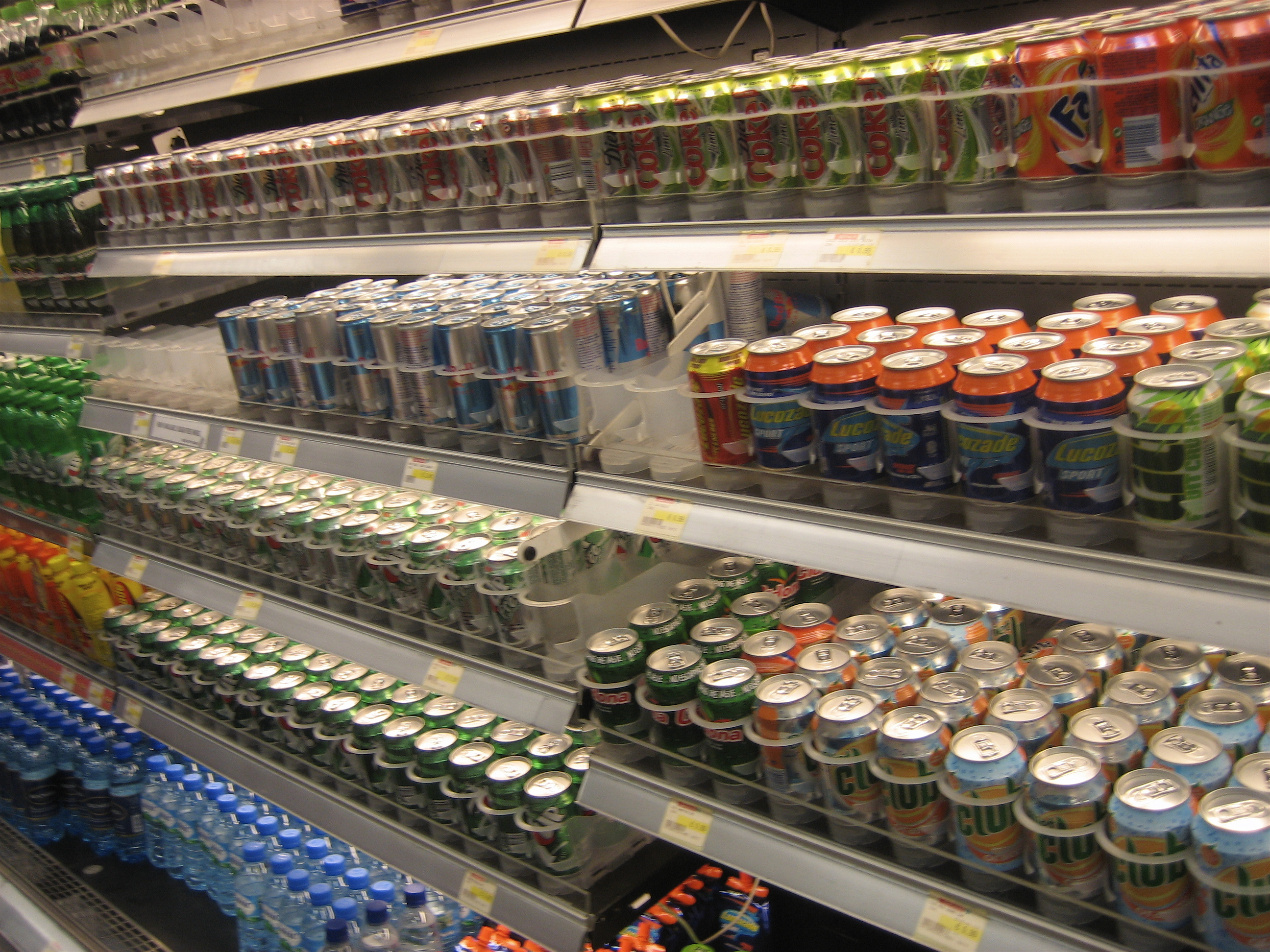
缶飲料の前進立体陳列
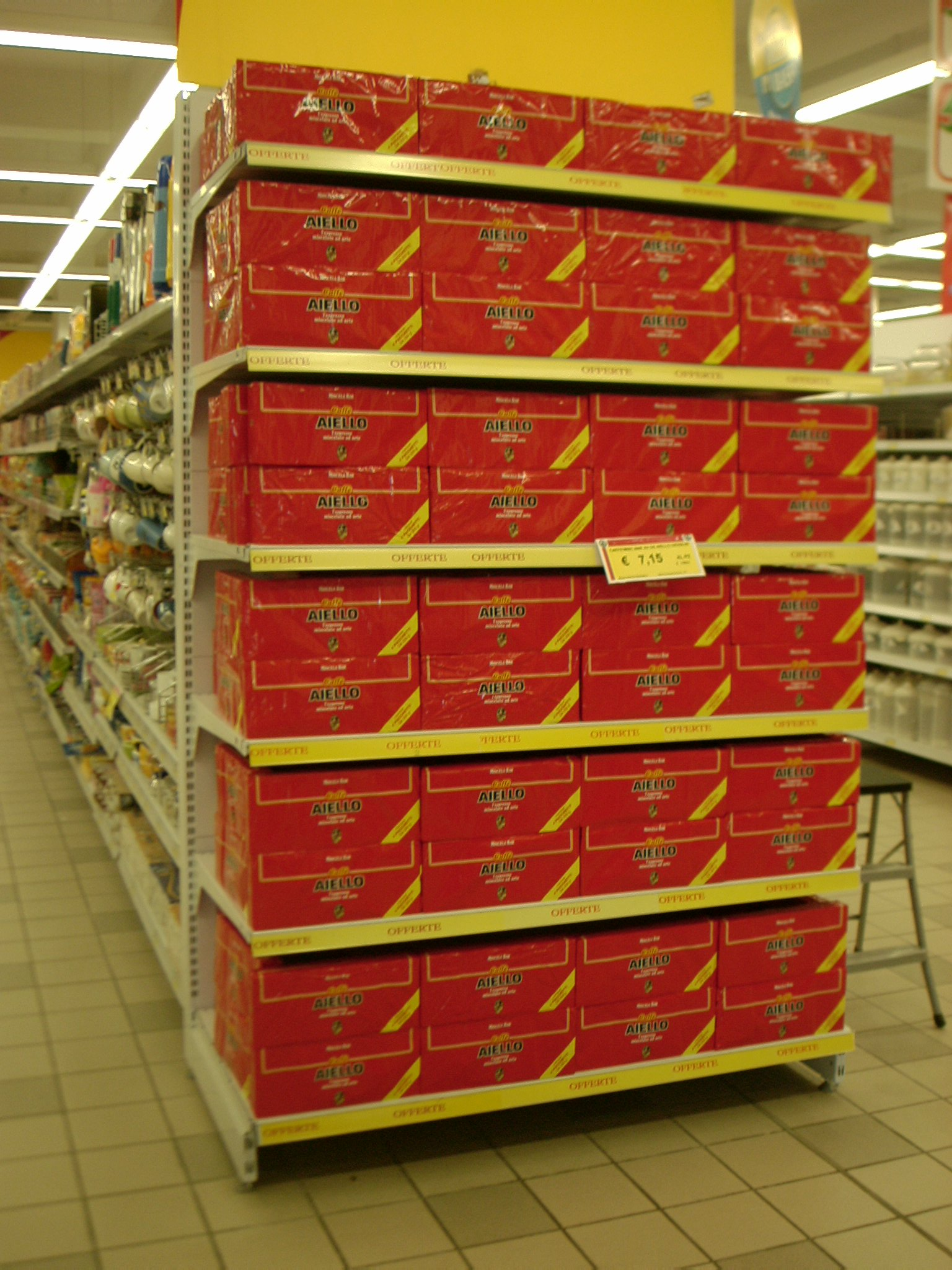
ゴンドラエンドでのコーヒーの大量陳列
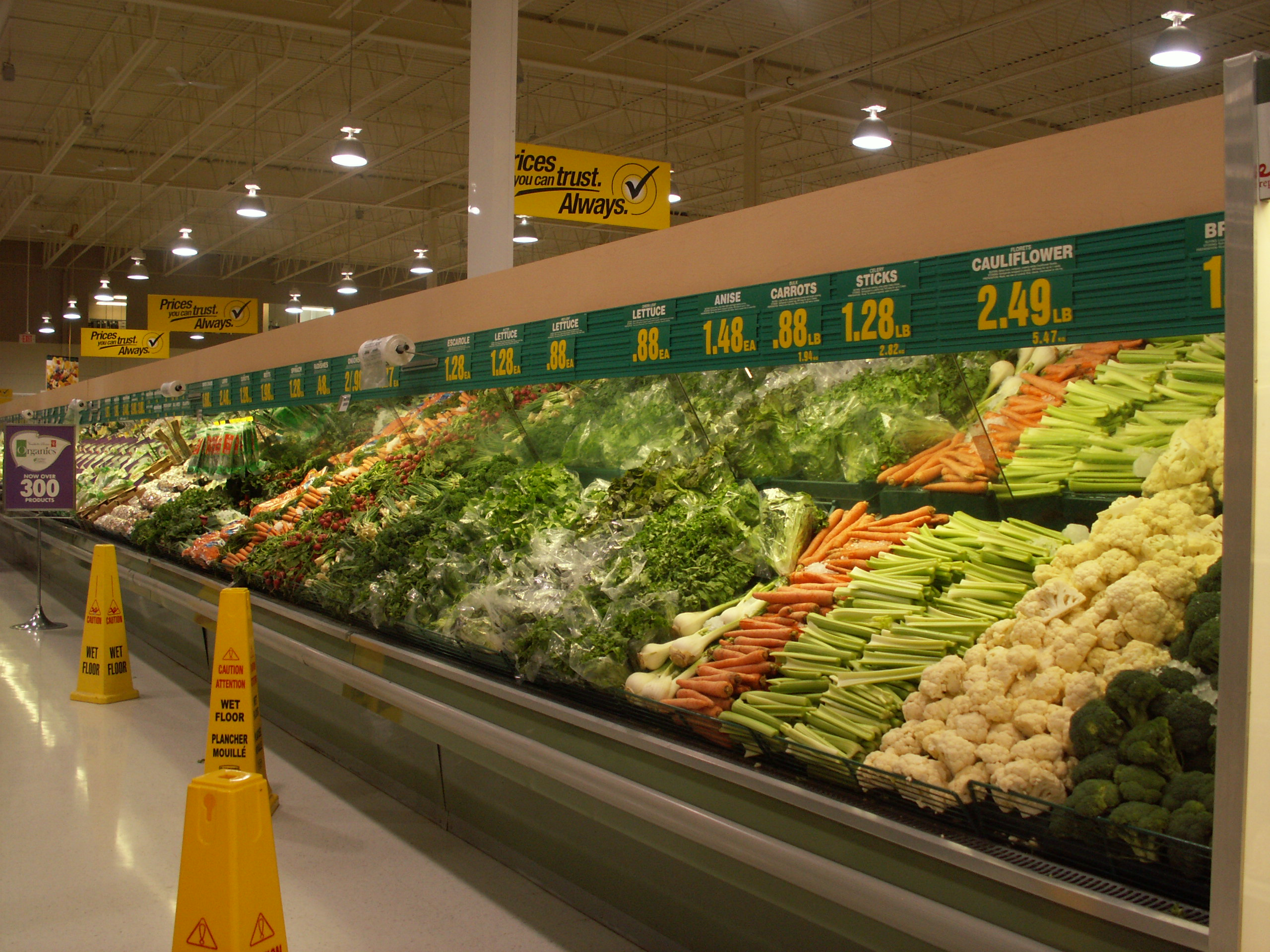
青果のジャンブル陳列

## 展示型陳列

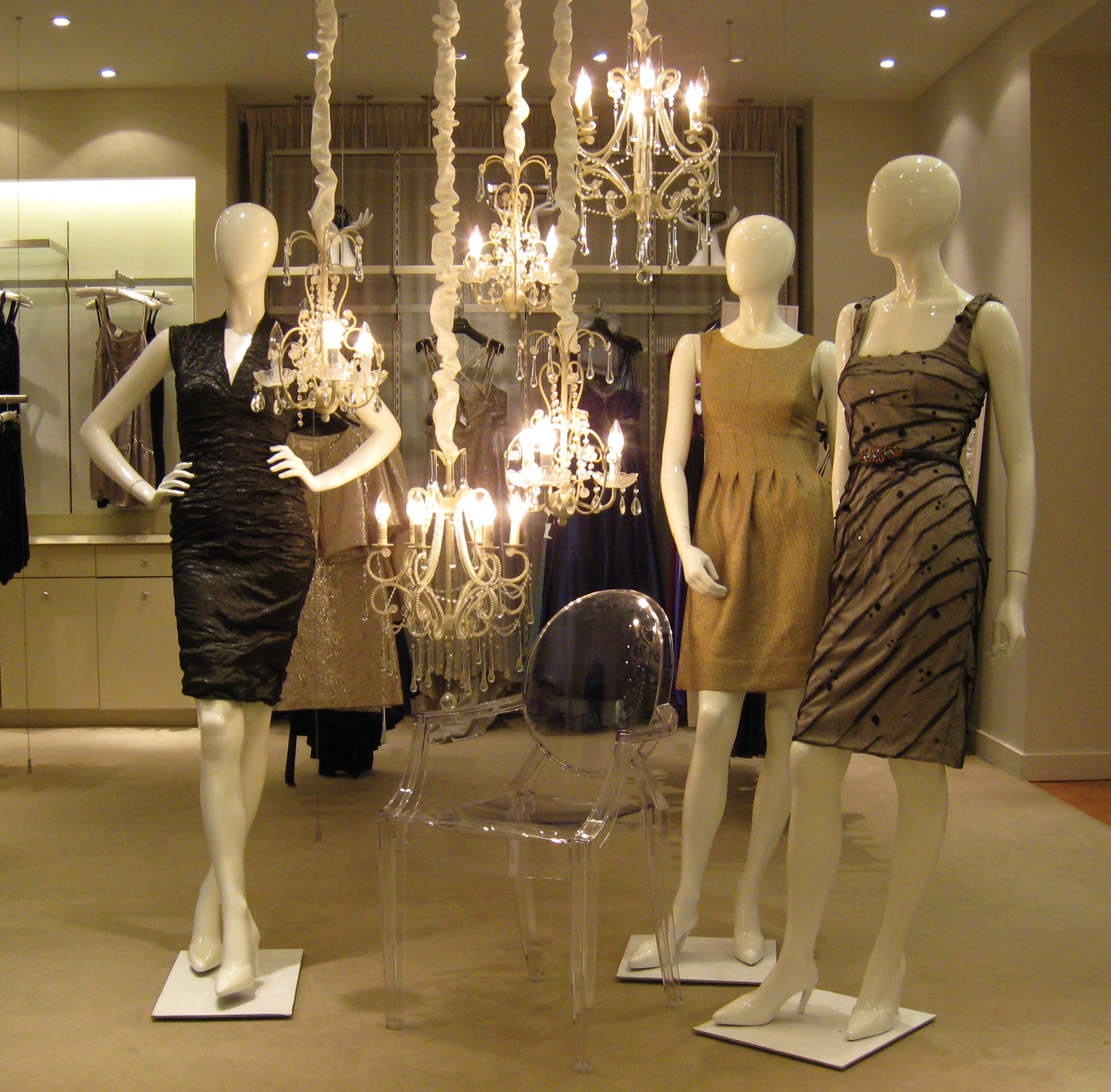
マネキン人形を用いた、衣料品店のディスプレイ

百貨店など対面販売を行う小売店を中心に実施されている。「ムードアップ陳列」「シンボライズ陳列」「ドラマチック陳列」など様々な趣向を凝らした演出で購買意欲を喚起する。時計や装飾品など高額商品などでは、ショーケースが、衣料品などではショーウィンドウやマネキン人形などが用いられる。化粧品などでは、見本用商品を外装から取り出して、顧客が手にとって試せる「サンプル陳列」が行われることもある。

## 書店での陳列

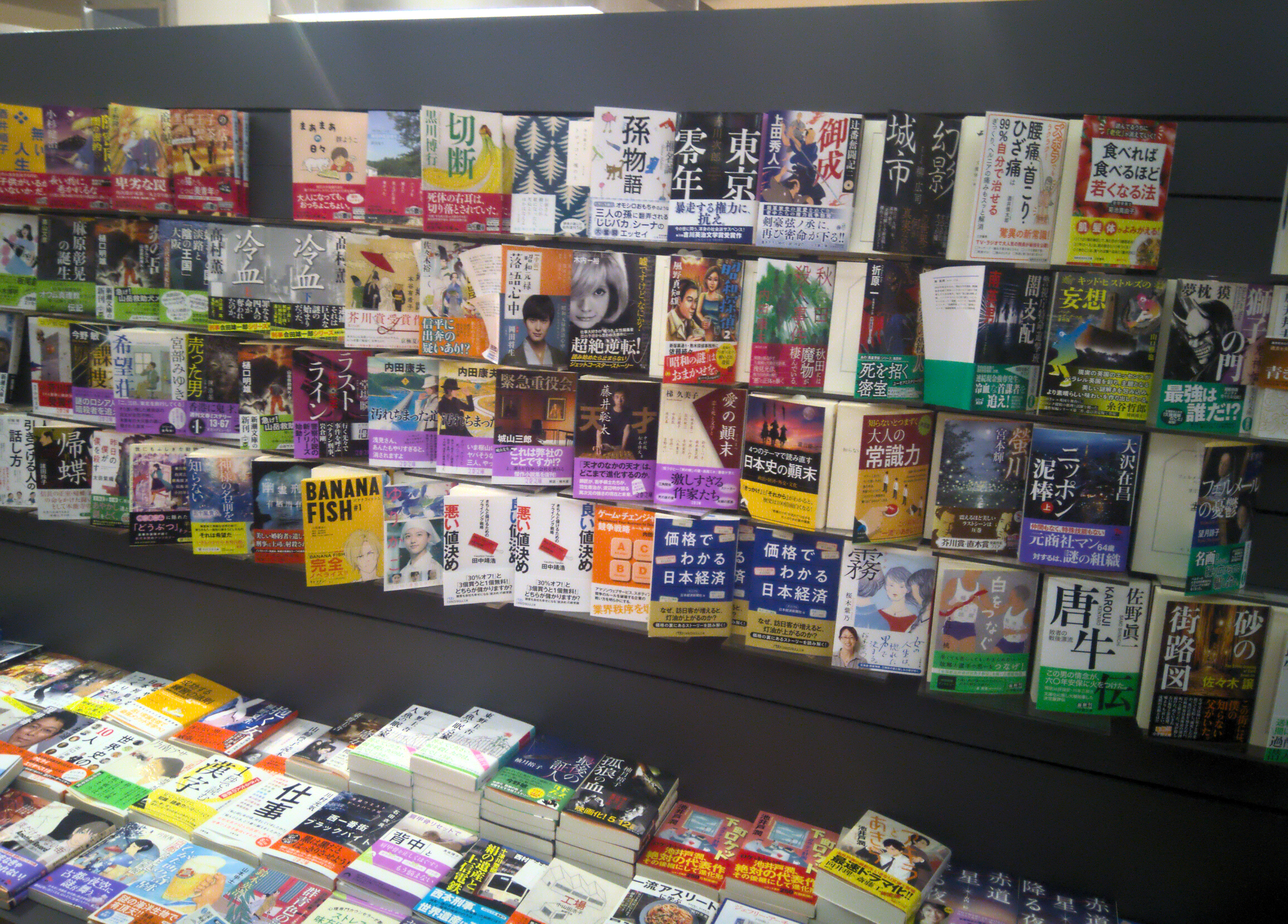
陳列の一例

書店での購入者の8割が非計画購入（トーハン）と言われ、書店ではいかに来店客を立ち読みから購入へ誘導するための工夫の凝らした陳列が行われている。そのさいには、客が目当ての本を速やかに見つけられるように「見やすさ」と客の衝動買いを誘発させる品ぞろえと量の「豊富感」、さらに関連購買を促す「効率性」のある陳列がなされる。
書店の書籍の陳列には「背ざし」「面陳列」「平積み」「複数陳列」「多面陳列」といった陳列の方法がある。
- 背ざし

いわゆる本棚に書籍を入れる方法で、見えるのは背表紙だけである。また多数の部数をおくことは無く、多品目の少部数で長いスパンで売りさばくための陳列法である。
- 平積み

表紙を上にして積み上げる方法である、新刊やベストセラーなどを中心に展開される陳列方法である。ボリューム感を出すために、平台にひな壇を作り並べることでいっそうのボリューム感を演出することがある。
- 複数陳列

一つの書籍を複数の売り場で販売することである。新刊を平積みするだけでなく、背ざしにしたり、ジャンルは違っても内容に関連するコーナーに売り場を展開するなど（例:医療小説を小説コーナーだけでなく、医療本のコーナーに売り場を設ける）。
- 多面陳列

一つの商品を複数面を見せて展示して訴求力を高める。仕掛け販売などで使用。
小説などは新刊は平積みから背ざしに時期とともに返本による扱い部数を減らしながら移動させる。雑誌は、表紙が見える専門の棚に陳列するか平積みである（ムックは背ざしに回さることもある）。
7日ごとの書籍（雑誌）の棚の移動の例
| ランク    | 発売初日             | 7日後                | 14日後         | 21日後         |
| --------- | -------------------- | -------------------- | -------------- | -------------- |
| 特Aランク | エンド平台           | エンド平台～棚下平台 | 棚下平台       | 棚下平台～面陳 |
| Aランク   | エンド平台～棚下平台 | 棚下平台             | 棚下平台～面陳 | 面陳           |
| Bランク   | 棚下平台～面陳       | 面陳                 | 面陳           | 面陳           |
| Cランク   | 面陳                 | 面陳                 | 面陳           | 背ざし         |